# Ewald Thiel

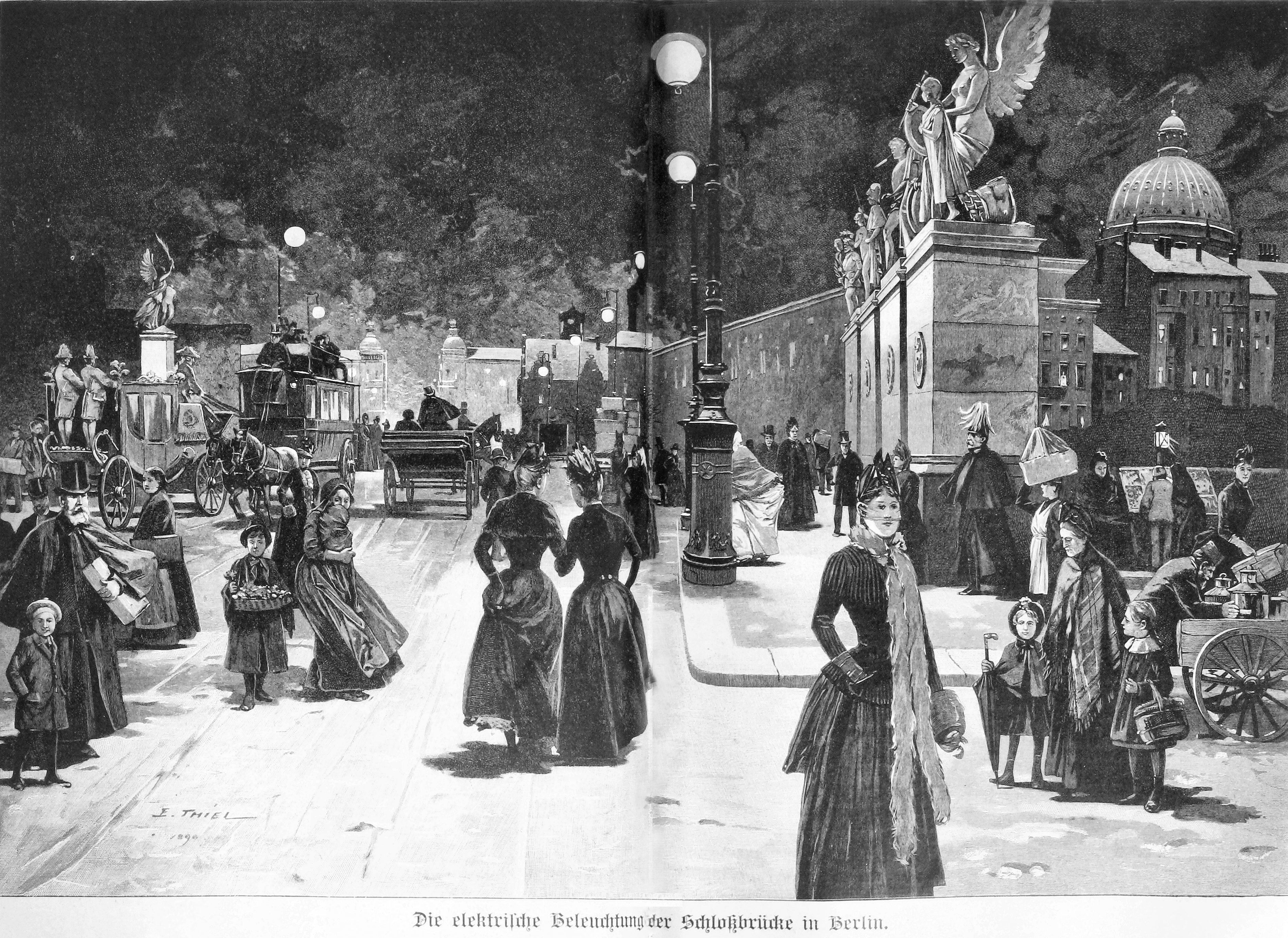
Die elektrische Beleuchtung
der Schloßbrücke in Berlin

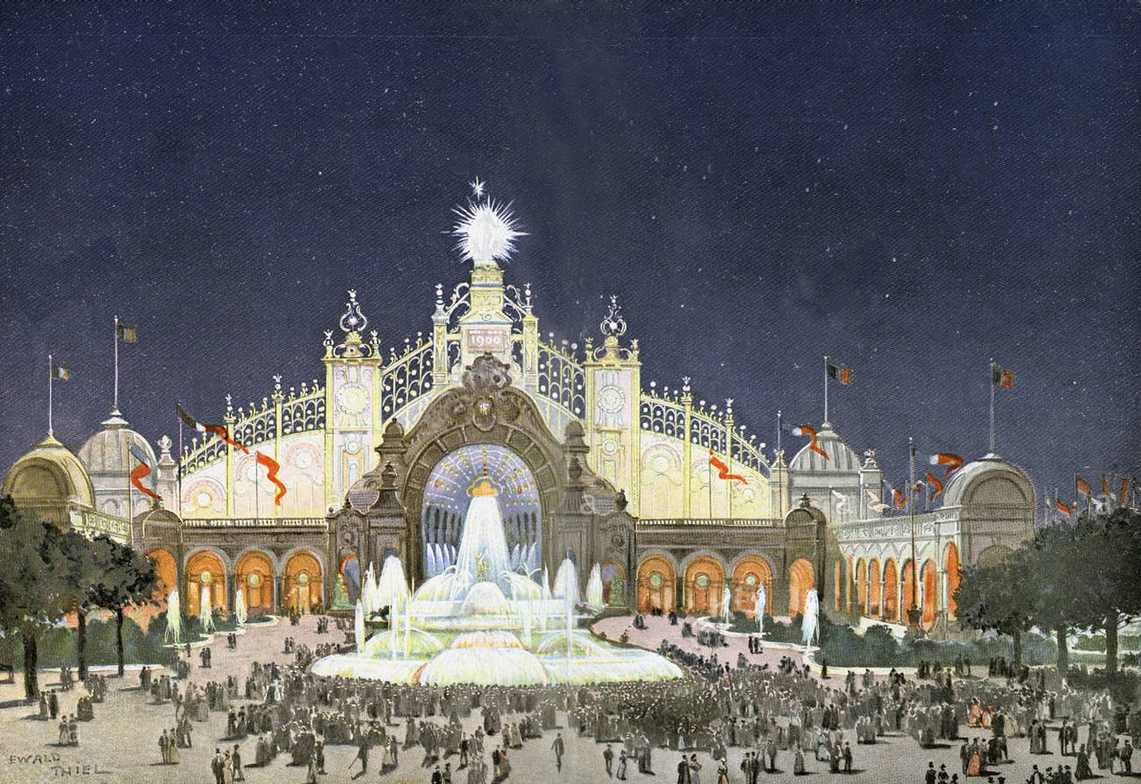
Elektrizitätspalast Paris 1900

Ernst Otto Ewald Thiel (* 12. August 1855 in Kamanten, Kreis Darkehmen in Ostpreußen; † vor 1939) war ein deutscher Maler und Illustrator.

## Leben
Thiel war der Sohn des Domänenpächters Thiel und besuchte das Königliche Friedrichsgymnasium zu Gumbinnen. Eigentlich wollte er in Berlin Jura studieren. Er studierte stattdessen von 1877 bis 1878 an der Preußischen Akademie der Künste Berlin bei Paul Thumann und vom 30. April 1878 bis 1883 an der Königlichen Akademie der Künste in München bei Ludwig von Löfftz. Nach dem Studium ließ er sich in Berlin-Halensee nieder.
Thiel lieferte Druckvorlagen an illustrierte Zeitschriften, hauptsächlich an Die Gartenlaube und Jugendzeitschriften der Union Deutsche Verlagsgesellschaft in Stuttgart.
Er illustrierte Jugendbücher von Thomas Mayne Reid und Carl Falkenhorst. Thiel schuf auch 104 Holzstiche für Karl Mays Jugenderzählungen Der Schatz im Silbersee und Das Vermächtnis des Inka, die von 1890 bis 1892 in den Zeitschriften des Guten Kameraden-Verlages sowie auch in den schwedischen und niederländischen Buchausgaben erschienen.